# ستيف جارنر
ستيف جارنر (بالإنجليزية: Steve Garner)‏ هو لاعب الجسر ‏ أمريكي، ولد في 1955م.